# Бойчевский, Иван Андрианович
Иван Андрианович Бойчевский (1859 — не ранее 1913) — поэт, филолог, переводчик; действительный статский советник.

## Биография
Сын коллежского асессора. Окончил историко-филологический факультет Императорского Московского университета (1882). Преподаватель русской словесности Смоленского реального училища (1882―1886), Ефремовской прогимназии (1886―1888), Тверской гимназии (1888―1889), директор
народных училищ Орловской губернии, затем (с 1906 года, в чине действительного статского советника) Нижегородской губернии. Автор «Курса теории словесности» для школ (1886). С 1913 года в отставке. В начале 1880-х гг. печатал переводы (А. Шамиссо) и оригинальные стихи в журналах «Свет и тени», «Мирской толк». В 1885 году выпустил сборник «На распутии. С приложеннем рассказа „Изот“». В изображении городских социальных низов, внесении гражданского элемента в любовную лирику, широком использовании дактиля заметно подражал Н. А. Некрасову (что отмечалось рецензентами). Самостоятельнее Бойчевский в сатирической поэме на тему неравного брака «Наташа» (отдельное издание ― 1883), а также в разделе сборника, куда вошли стихотворения в «более сродном ему юмористическом тоне». Поэма «Юмористическая „Энеида“» (1896) с характерной для жанра шутливой непристойностью, грубым юмором, осовремениванием ситуаций, по словам автора, ориентирована на поэму австрийского поэта А. Блумауэра «Приключения благочестивого героя Энея» (1783―1786).